# 小松孝彰
小松 孝彰（こまつ たかあき、1955年7月7日 - ）は、日本のコンピュータネットワークエンジニア。東京都出身。カリフォルニア大学バークレー校卒業。
インターネット黎明期よりインターネットの技術等に関わり多くの製品を日本へ紹介している。専門はコンピュータネットワーク、大規模ネットワーク。

## 人物・経歴
インターネットで用いられる通信プロトコルなどの技術仕様書はRequest for Comments（略称：RFC）と呼ばれ、1969年4月7日、当時カリフォルニア大学ロサンゼルス校 (UCLA)に在学していたスティーブ・クロッカーによるRequest for Comments: 1より始まる。Internet Engineering Task Force（略称：IETF）により技術仕様書 RFCは文書化、保存され、公開されることにより広くインターネットを通じて参照することができ、誰でも閲覧することができる。近年は日本の技術者のインターネット技術貢献によるRFCも多数存在する。
1991年、米国San Joseにて開催際された第2回Interopにて米国スタンフォード大学の研究機関SRIインターナショナルより発行されたRFCを集めたCD-ROMとプリントアウトの発売に伴って日本におけるインターネットプロトコルの技術仕様書（略称：RFC）の普及と技術者の育成を願いSRIのFrank Kuo教授、東京大学大型計算機センター・石田晴久教授、慶應大学村井純教授の協力の基にRFC日本語化委員会を発足し、事務局長を務める。
1992年3月 RFC822 「STANDARD FOR THE FORMAT OF ARPA INTERNET TEXT MESSAGES」の著者、David H. Crockerと、SRI International Frank Kuo教授が来日。東京箱崎のロイアルパークホテルにてRFC日本語化セミナーが行われた。
IAJ：日本インターネット協議会ビジネス部会初代部会長を務め、インターネットのビジネス利用普及に努めた。
Microsoft Windows 95発売に発したMicrosoft Windows用TCP/IPインターフェイスAPIのwinsockを使用したアプリケーションの互換性を検証する場としてアメリカで開催されていた。winsockathson:ウィンソッカソンを日本においても必要と判断し、慶應大学教授中村修、吉村伸の協力によりInterop TOKYO会場において1995、1996、1997年行ない日本ウィンソック協議会事務局長を務める。
1997年、前年1996年にIIJを退社した吉村伸が電力系通信事業者9社との共同出資で設立した大手インターネットエクスチェンジ業者のメディアエクスチェンジ（MEX）の設立参加。技術部長、営業技術支援部部長、取締役（営業担当）、取締役（C.O.O及び上場担当）歴任し2004年6月退任。
2004年JASDAQ上場会社プラネックス（Planex Communication, Inc.）に入社L2スイッチ・L3スイッチの開発を、iPinfusionの石黒と共に進める。
技術部長、取締役、取締役（経営企画室）、取締役（経営企画室、管理部部長兼任）、取締役（経営企画室、管理部部長兼任、人事部人事部長兼任）を務め2007年9月退任。
NPO法人チャイルドラインファンドマネージャに就任。

## 学歴
- 1955年 東京に生まれる。
- 1974年 カルフォルニア州南カルフォルニア大学科入学。
- 1976年 慶應義塾大学工学部数理工学科入学。
- 1986年8月 米国カルフォルニア州立バークレイ校に入学。
- 1988年6月 米国カルフォルニア州立バークレイ校に卒業。
- 1988年8月 米国カルフォルニア州立バークレイ校大学院入学。

## 略歴と日本の紹介した企業と製品
- 1985年　JUNET参加、Juiceネットに参加。JUNETとJuiceネットのゲートウェイを運用する。
- 1987年　USロボティクス社のモデムCorrie HSTをNTTインターナショナルに紹介し、技術基準適合認定取得に関与。
- 1988年6月 米国UUNETと日本の個人UNIXネットワーク:Juiceネットのゲートウェイを運用USENETのnewsを配信。

WIDE(Widely Integrated Distributed Environment)プロジェクトへのフリーソフトウェアー配布をテープにて行う。
BSD：Berkeley Software Distributionの日本へのソフトウェアー配布促進に努める。
- 1988年　自宅の近くにあった当時Sybase社をCTCとその他の日本企業に紹介。
- 1988年　自宅そばにBerkley市より引っ越してきたFarallon社商品をNTTインターナショナル社に紹介日本語化サポート。
- 1990年　個人サイトを商用化されたばかりのUUNET TECHNOLOGYに接続変更Juiceネットのゲートウェイを運用。USENETnews等を配信。
- 1992年　SRI International InternetCD フォーバル・クリエイティブ社が日本の代理店取得。

日本語RFC出版を目標にRFC日本語化委員会を発足
- 1992年　GE電力線搬送商品　フォーバル・クリエイティブ社へ紹介
- 1993年　当時、フォーバルクリエイティブ社にてPCの主流であったDOS/VとNEC社PC9801シリーズ用に簡易LANのTCP/IPソフトLAN-Easeを開発していた。しかし、MS-Windowsはまだまだ日の目を見る事は無かった。しかし、来るべきマルチタスク環境の為にMicrosoft Windowsサポートが急務であった。米国留学中知り合ったXYLON社脇山弘敏が日本語化していたMS−Windows用TCP-IPソフトウェアをフォーバル・クリエイティブ社に紹介し販売、サポート、デバッグを行う。
- 1995年　米国ではWindows用TCP/IPアップリケーションの互換性が問題視され検証場としてWindows用TCP/IPアプリケーションインターフェイスのAPIであるWinSock採用ソフトウェア検収の場としてNetWorld+Interop開催期間中行なわれていた。日本でもMS-Windowsの普及によりDOS/V、NEC社PC9801からMicrosoft Windows用にシフトしつつあり1996年1月 WinSock ver. 2.1.0 Winsock2公開発表により採用ソフトウェア検収の場の必要性が求められた。1993年Winsock Ver.1.1より取り組んでいた経験を基に1995年日本ウィンソック協議会を発足しWinSockAPI採用と普及に努めた。
- 1994年　モーニングスター PPP　フォーバルクリエイティブ社が日本の代理店取得
- 1994年　チェック・ポイント・ソフトウェア・テクノロジーズ社 (Check Point Software Technologies Ltd.) FireWall-1　フォーバルクリエイティブ社が日本の代理店取得
- 1994年  SanJoseコンベンションセンターにてCheckpoint Software Technology社の社長ギル・シュエッド、副社長のマリウス・ナハトと会う。

ファイアーウォールソフトウェア：FireWall-1の第1版日本語マニュアル監修は吉村伸が行う。
- 2005年　BitTorrent社　BitTorrent DNA組込み、Peer to Peer(P2P)型ファイル共有ソフト「BitTorrent」の紹介、BitTorrentを元にした動画配信サービス紹介

## 著書
- 『Intel 386 Bench Mark』NIKKEI BP NIKKEI BYTE MAGAZINE　1986年4月号
- 『From the Berkeley』 ASCII Networker Magazine　1987年1月〜1988年3月連載
- 『From the Bay Area 』PC world MacWorld Magazine / Mac Cyber